# S0-Bus
Der S0-Bus ist eine Schnittstelle innerhalb einer ISDN-Basisanschluss-Installation. Er dient der hausinternen Verkabelung und verbindet ISDN-Endgeräte mit dem NTBA. Der S0-Bus ist nicht zu verwechseln mit der S0-Schnittstelle für die Übertragung von Messwerten in der Gebäudeautomatisierung.
Manche Kabelmodems, die Telefonie über das Kabelfernsehnetz ermöglichen, bieten ebenfalls einen S0-Bus für den Anschluss von ISDN-Endgeräten. Ebenso bieten manche IADs, wie z. B. FRITZ!Boxen und Speedports, einen S0-Bus, um den Betrieb von ISDN-Telefonen am Next Generation Network zu ermöglichen. Dabei handelt es sich um einen simulierten S0-Bus, welcher nicht den Funktionsumfang eines ISDN-Basisanschlusses bietet, z. B. gibt es mit einigen ISDN-Faxgeräten Probleme.

Struktur des S_{0}-Rahmens

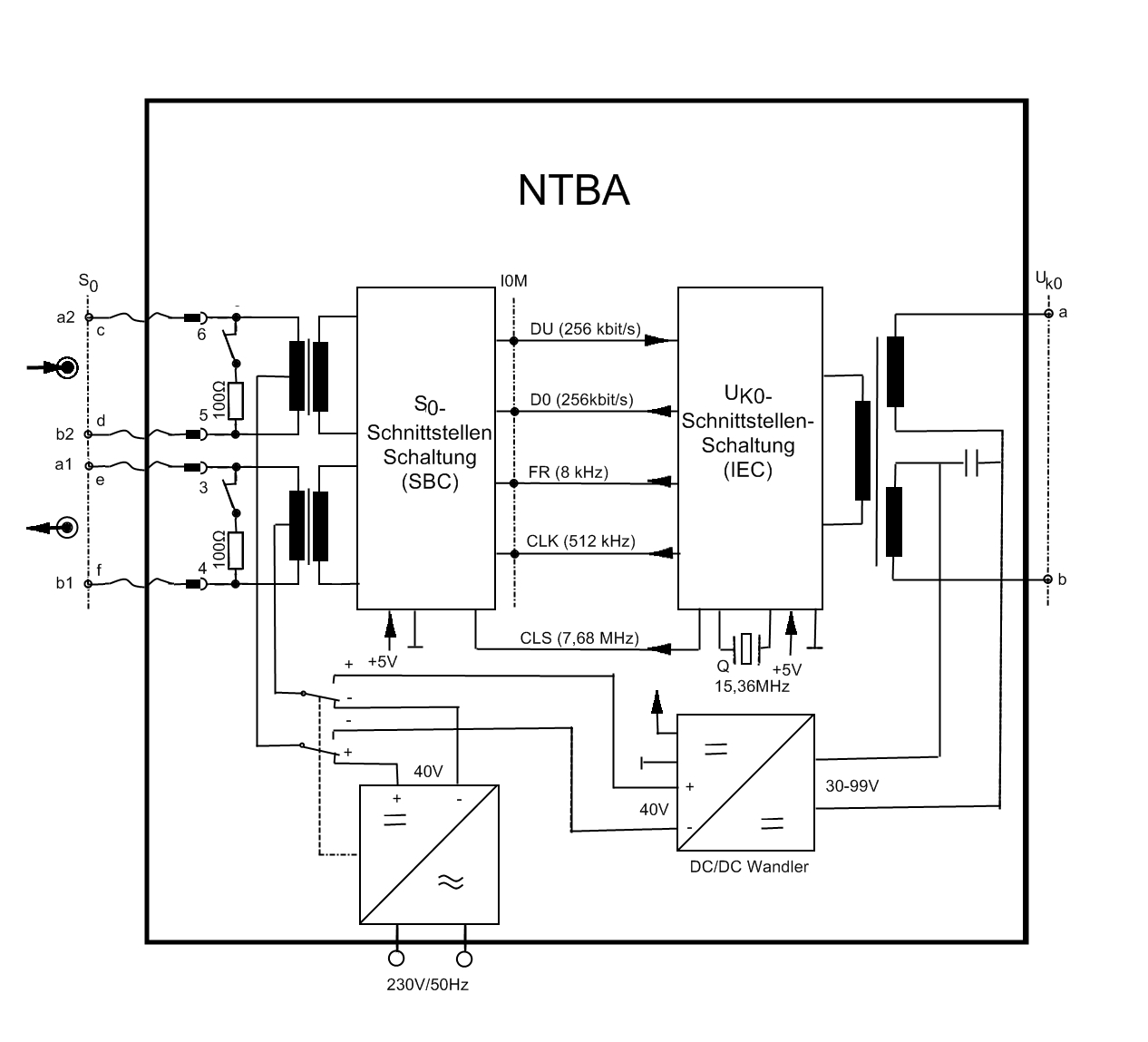
Ausgangspunkt des S_{0} Bus ist der NTBA

Technisch besteht der Bus aus einer Vierdraht-Verkabelung, bei der pro Kommunikationsrichtung (senden und empfangen) eine Doppelader verwendet wird. Die Adern „a1“ und „b1“ sind, vom Endgerät aus gesehen, die Empfangsdoppelader, die Adern „a2“ und „b2“ sind die Sendedoppelader (siehe untenstehenden Anschlussplan). Der Bus arbeitet also im Vollduplex-Betrieb (durch Raummultiplex). Als Codierungsverfahren wird der modifizierte AMI-Code verwendet.
Alle Nutz- und Steuersignale werden in einem 48 Bit langen Rahmen zusammengefasst, der im Zeitmultiplex 4000-mal pro Sekunde übertragen wird. Ein S0-Rahmen hat also die zeitliche Länge von 250 µs, ein Bit von etwa 5,2 µs. Durch die Verwendung von Ausgleichsbits wird sichergestellt, dass jeder Vollrahmen gleichstromfrei ist. Die einzelnen Rahmen werden durch Coderegelverletzungen innerhalb des AMI-Codes getrennt. Die nominelle Datenrate beträgt also 192 kbit/s.
Diese Datenrate verteilt sich auf zwei B-Kanäle für die Nutzdatenübertragung (jeweils 64 kbit/s), einen D-Kanal (16 kbit/s), der für die Signalisierung benutzt wird und verschiedene Synchronisierungs- und Organisationsdaten. So wird der D-Kanal vom NTBA gespiegelt und auf dem so genannten Echo-Kanal an die Endgeräte zurückgeschickt, um ein Protokoll für den gleichzeitigen Zugriff zu implementieren (siehe auch CSMA/CA).

## Ausführung bei ISDN-Mehrgeräteanschluss

Anschlussplan für den S_{0}-Bus

Alternativ sind im rechts dargestellten Anschlussplan bei Verwendung von UAE-Dosen auch folgende Klemmenbezeichnungen möglich: 1a = 4; 1b = 5; 2a = 3; 2b = 6.
Bei einem Mehrgeräteanschluss verbindet er mehrere Endgeräte gleichzeitig (Point-to-Multipoint). Zur Terminierung müssen in diesem Fall Abschlusswiderstände verwendet werden, der Bus kann bis zu 150 m lang sein und mit maximal zwölf ISDN-Anschlussdosen (UAE oder IAE) beschaltet sein. Es dürfen maximal acht Endgeräte gleichzeitig am S0-Bus angeschlossen sein, von denen maximal vier durch den NTBA mit Strom versorgt werden können.

## Ausführung bei ISDN-Anlagenanschluss
Beim Basisanschluss in der Betriebsart Anlagenanschluss darf nur ein Endgerät (üblicherweise eine Telefonanlage mit Durchwahlrufnummer) angeschlossen werden.

## Bus-Typen (Verkabelungsarten)
- Kurzer passiver Bus: Entfernung der Endgeräte vom NTBA maximal 150 m. Maximal 12 Anschlussdosen, maximal 8 Endgeräte. Anwendung in der Betriebsart Mehrgeräteanschluss. Das ist die übliche Variante.
- Erweiterter passiver Bus: Der Erweiterte passive Bus ist mind. 100 m und max. 500 m lang. Die Endgeräte dürfen nur innerhalb der letzten 50 m am Bus-Ende angeschlossen werden. Maximal 12 Anschlussdosen, maximal 4 Endgeräte. Anwendung in der Betriebsart Mehrgeräteanschluss.
- Punkt-zu-Punkt-Anschluss (Langer passiver Bus): Entfernung des Endgeräts vom NTBA maximal 1000 m. Es darf nur ein Endgerät angeschlossen werden. Anwendung bei der Betriebsart Anlagenanschluss und bei der Betriebsart Mehrgeräteanschluss (Sonderfall: Nur ein Endgerät).

## Unterschied „Interner“/„Externer“ Bus
Bei kleineren Telefonanlagen für den Soho-Bereich unterscheidet man zwischen Internen und Externen S0-Bussen. Ein Externer S0-Bus ist der durchgeschleifte S0-Bus des NTBA. Bei diesem werden alle Gespräche, auch die Gespräche zwischen Telefonen innerhalb desselben Haushalts/Büros, über die Vermittlungsstelle im öffentlichen Netz abgewickelt. Somit kosten in der Regel auch die hausinternen Gespräche Verbindungsgebühren. Außerdem sind bei einem externen S0-Bus bei hausinternen Gesprächen beide B-Kanäle belegt, so dass für die Zeit des kostenpflichtigen Gesprächs keine weitere Leitung frei und somit niemand erreichbar ist.
Bei einem internen S0-Bus übernimmt die Telefonanlage die Vermittlung; die hausinternen Gespräche verursachen keine Verbindung mit dem öffentlichen Telefonnetz und sind somit gebührenfrei.

## Aktivierungsprozedur
Bevor ein Endgerät eine Verbindung aufbauen oder annehmen kann, muss die S0-Schnittstelle aktiviert sein. Die S0-Schnittstelle wird deaktiviert, wenn für eine Dauer von 10 Sekunden keine Verbindung besteht und kein Datenaustausch erfolgt (Ausnahme sind daueraktivierte Anschlüsse, zum Beispiel Anlagenanschlüsse). Für die Aktivierungsprozedur gibt es fünf Zustände, INFO genannt, die auf der Schicht 1 der Schnittstelle durchlaufen werden.
- INFO S0: Kein Signalaustausch auf den Leitungen.
- INFO S1: TE → NT Teilnehmerendeinrichtung sendet kontinuierliches Signal
- INFO S2: NT → TE Netzabschluss sendet S0-Rahmen bei dem alle Kanäle auf logisch „0“ gesetzt sind (A-Bit = 0).
- INFO S3:TE → NT Teilnehmerendeinrichtung sendet S0-Rahmen, der dem mit INFO S2 empfangenen Rahmen um 2 Bit Offset versetzt ist und bei dem alle Kanäle auf logisch „1“ gesetzt sind (A-Bit = 1).
- INFO S4: NT → TE Netzabschluss sendet gleichen Rahmen (Rahmen gültig).

Bei der Aktivierung seitens der Teilnehmerendeinrichtung (TE) werden alle fünf Zustände durchlaufen. Bei der Aktivierung seitens des Netzabschlusses (NT) werden nur die Zustände INFO S2 bis INFO S4 durchlaufen.
Aktivierung und Deaktivierung erfolgen innerhalb weniger Millisekunden automatisch durch TE und NT ohne zusätzliche Tätigkeit des Teilnehmers.

## Sicherheit
Bedingt durch die Konstruktion als Bus kann prinzipiell jede an einem S0-Bus geführte Telefon- oder Datenverbindung an jeder anderen Anschlussdose mitgehört werden; es wird keine spezielle Verschlüsselung verwendet. Durch die Datenspiegelung des D-Kanals auf dem E-Bit können Verbindungsauf- und -abbau (Signalisierung) selbst mit einer normal angeschlossenen ISDN-Karte erfasst und protokolliert werden. Für die von anderen Endgeräten gesendeten Nutzdaten erfordert das ISDN-Hardware, die auch auf den Sendeadern Daten empfangen kann (zum Beispiel manche ISDN-Karten). Alternativ wird auch häufig eine dazu nicht fähige ISDN-Karte verwendet und mittels vertauschten Adern angeschlossen. In beiden Fällen ist ein vollständiges Mithören aller über die Leitung übertragener Daten möglich.